# فلوریان بیچلر
فلوریان بیچلر (انگلیسی: Florian Bichler؛ زادهٔ ۱۸ ژوئیهٔ ۱۹۹۱) بازیکن فوتبال اهل آلمان است.
از باشگاه‌هایی که در آن بازی کرده‌است می‌توان به باشگاه فوتبال قوت-وایس ارفورت اشاره کرد.